# Sixten Larsson
Sixten Larsson (ur. 31 lipca 1918, zm. 3 lutego 1995) – szwedzki lekkoatleta, płotkarz, medalista mistrzostw Europy z 1946.
Specjalizował się w biegu na 400 metrów przez płotki. Zdobył srebrny medal w tej konkurencji na mistrzostwach Europy w 1946 w Oslo, przegrywając jedynie z Bertelem Storskrubbem z Finlandii, a wyprzedzając swego kolegę z reprezentacji Rune Larssona.
Był mistrzem Szwecji w biegu na 400 metrów przez płotki w latach 1940–1944.
28 sierpnia 1943 w Sztokholmie wyrównał czasem 52,4 s rekord Szwecji na tym dystansie, należący od 1928 do Stena Petterssona. Był to najlepszy wynik w jego karierze.